# HMS Rota
A HMS, vagy HSwMS Rota ágyúnaszád 1878-ban állt a svéd haditengerészet szolgálatába. Nevét a skandináv mitológia egyik valkűrjéről kapta.
1906-ra már elavult, eredeti fegyverzetét leszerelték és tengeri térképezési feladatokra osztották be. Részt vett a távolsági rádiós összeköttetés kipróbálásában, fejlesztésében is. 1915-ben egy M/16-os légvédelmi ágyúval szerelték fel. 1918-ban aknarakó berendezéssel látták el és 1919-től ennek megfelelő tevékenységet végzett. Később iskolahajóként szolgált, majd 1929-ben célhajóként tette meg utolsó szolgálatát, a HMS Drottning Victoria ágyúi süllyesztették el.

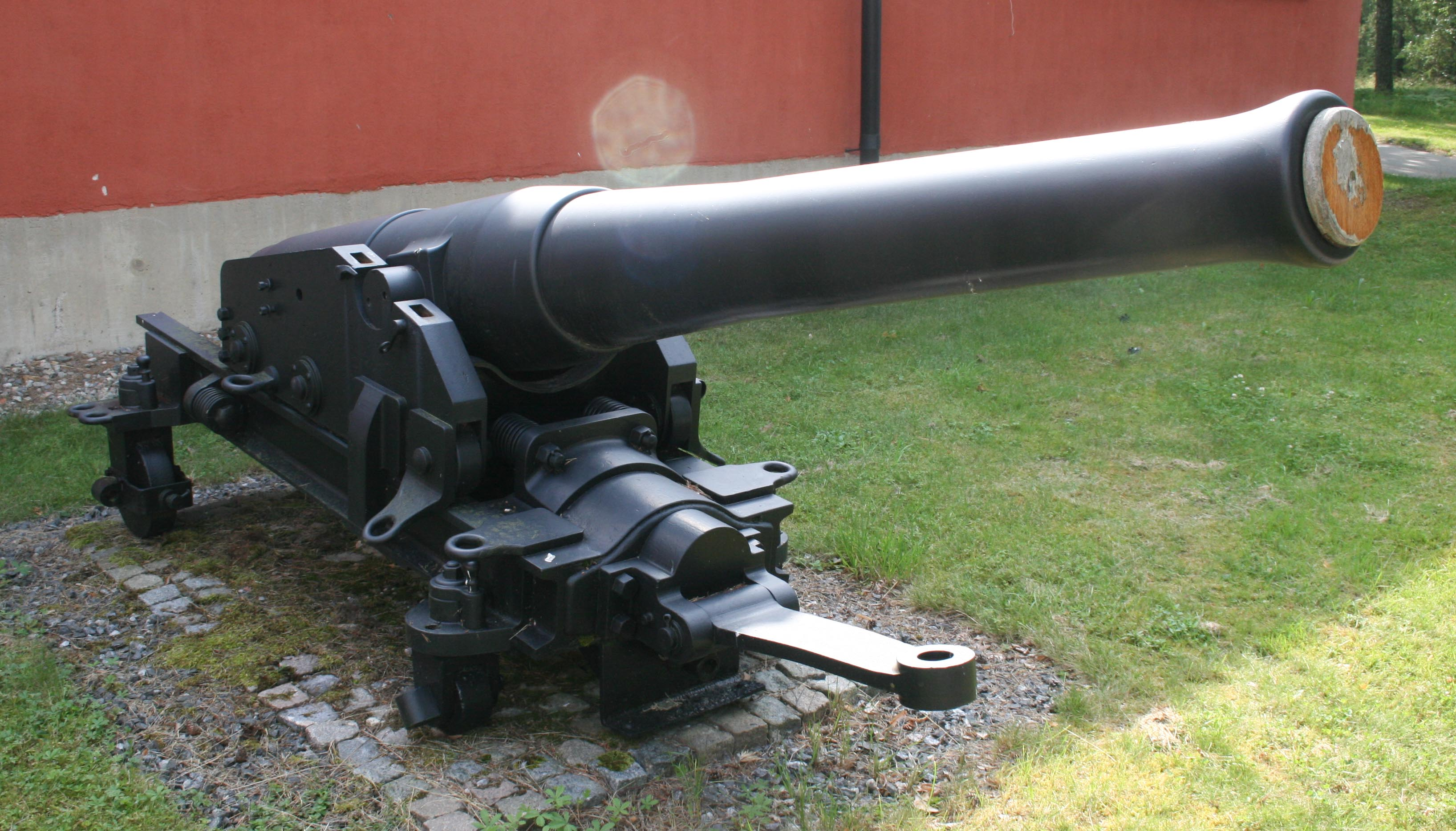

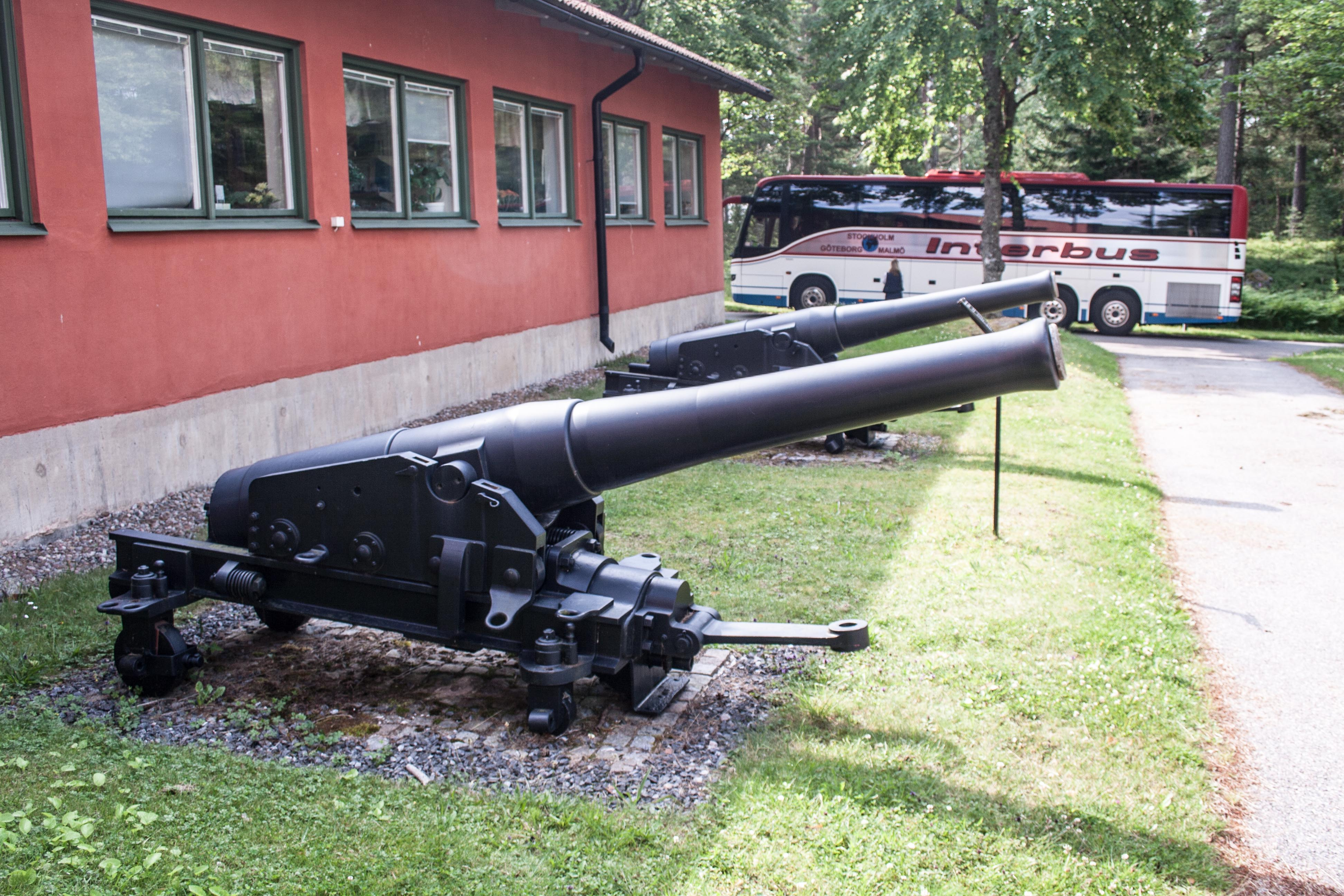
A HMS Disa (1877) és a HMS Rota ágyúi a bergai haditengerészeti támaszponton

## Fordítás
- Ez a szócikk részben vagy egészben a HMS Rota című svéd Wikipédia-szócikk ezen változatának fordításán alapul.  Az eredeti cikk szerkesztőit annak laptörténete sorolja fel. Ez a jelzés csupán a megfogalmazás eredetét és a szerzői jogokat jelzi, nem szolgál a cikkben szereplő információk forrásmegjelöléseként.